# 바르베우이아
바르베우이아(Barbeuia madagascariensis)는 마다가스카르섬에서만 발견되는 식물 종의 하나이다. 바르베우이아과의 유일속인 바르베우이아속의 유일종이다. 2003년의 APG II 분류 체계는, 예를 들어, 이 과를 인정했으며 진정쌍떡잎식물군의 석죽목으로 분류했다. 하나의 독립된 과로 인정되지 않았던 1998년의 APG 분류 체계와는 약간 변화가 있었다.